# 科洛镇
科洛镇，是中华人民共和国黑龙江省黑河市嫩江市下辖的一个乡镇级行政单位。

## 行政区划
科洛镇下辖以下地区：
科洛村、科后村、柏根里村、石头沟村、双泉村、东明村和富民村。